# Valeria Caracuta
Valeria Caracuta (ur. 14 grudnia 1987 w San Pietro Vernotico) – włoska siatkarka, reprezentantka kraju, grająca na pozycji rozgrywającej. Od stycznia 2020 roku jest zawodniczką ŁKS-u Commercecon Łódź.

## Sukcesy klubowe
Puchar Włoch:
- 2012, 2014

Puchar CEV:
- 2012

Mistrzostwo Włoch:
- 2012, 2014
- 2017

Superpuchar Włoch:
- 2012, 2013, 2014

Liga Mistrzyń:
- 2013

Mistrzostwo Polski:
- 2020

## Sukcesy reprezentacyjne
Igrzyska Śródziemnomorskie:
- 2013